# Ologamasus karawankianus
Ologamasus karawankianus är en spindeldjursart som beskrevs av Schmolzer 1991. Ologamasus karawankianus ingår i släktet Ologamasus och familjen Ologamasidae. Inga underarter finns listade i Catalogue of Life.